# Церковь Пресвятой Девы Марии Кармельской (Антигуа-Гуатемала)
Церковь Пресвятой Девы Марии Кармельской — католический храм в Антигуа-Гуатемала, разрушенный чередой землетрясений; объект Всемирного наследия ЮНЕСКО. Несмотря на то, что в XXI веке церковь представляет собой живописные руины, её фасад частично сохранился и продолжает представлять собой один из наиболее значительных памятников испанского барокко в Гватемале.
Первая церковь ордена кармелиток была заложена в старой столице Гватемалы в 1638 году. Здание дважды было разрушено землетрясениями — в 1681 и 1717 годах. Современный памятник — четвёртый по счёту — простоял до 1773 года и был уничтожен землетрясением Святой Марты, ставшим последней каплей, заставившей испанцев основать новую столицу Гватемалы в более безопасном месте.
Сохранившийся главный фасад позволяет представить себе, насколько величественным было это здание. Он целиком украшен каменной резьбой; необычно, что здесь нет ни фигур святых, ни христианских символов — только растительный орнамент — аканты, цветы, пальмовые листья. Лишь в центральной нише второго яруса стояла раньше одинокая скульптура Богоматери Кармельской. Самая яркая деталь фасада — двенадцать пар колонн в резных арабесках, шесть пар на первом ярусе и шесть на втором, отсылающих, возможно, к 24 старцам из откровений Иоанна Богослова.
Развалины ещё не раз страдали от землетрясений, так 4 февраля 1976 года окончательно рухнул купол церкви и был разрушен участок стены с нишей и образом Богородицы. Работы по консервации памятника не ведутся, доступ к стенам закрыт, перед фасадом расположился рынок местных ремёсел.